# 키케 리네로
키케 리네로(Kike Linero)는 스페인 아틀레틱 빌바오 출신의 축구 지도자이다. 1992년부터 2012년까지 무려 20년 가까이 아틀레틱클럽의 유소년 팀을 지휘한 경험이 있고, 이 기간 동안 가르친 선수로는 아리츠 아두리스, 이케르 무니아인, 미켈 산 호세, 등이 있다.
2013시즌부터 FC 서울 2군과 FC 서울유스팀인 오산고등학교 축구부와 오산중학교 축구부 총감독으로 활동하였다.
2015년부터 대한민국 K3리그 시흥 시민축구단에 부임해 있다.